# Wall Street Freestyle
Wall Street Freestyle è un singolo del rapper italiano Lazza, pubblicato il 5 dicembre 2016.

## Tracce
1. Wall Street Freestyle – 1:39

## Formazione
- Lazza - voce, testi
- Slait - produzione
- Low Kidd - produzione